# Жарнаков, Пётр Матвеевич
Пётр Матвеевич Жарнаков (1914, станица Зерендинская — 7 июня 1980, Балхаш) — передовик производства, старший мастер металлургического цеха Балхашского горнометаллургического комбината Карагандинского совнархоза, Карагандинская область, Казахская ССР. Герой Социалистического Труда.

## Биография
С 1940 года трудился загрузчиком шихты в металлургическом цехе Балхашского горнометаллургического комбината.
В 1961 году удостоен звания Героя Социалистического Труда «за выдающиеся успехи, достигнутые в деле развития цветной металлургии».
Проживал в городе Балхаш.

## Награды
- Герой Социалистического Труда — указом Президиума Верховного Совета СССР от 9 июня 1961 года
- Орден Ленина
- Медаль «За трудовое отличие»